# 농어촌진흥공사
농어촌진흥공사(農漁村振興公社, Rural Development Corporation, RDC)는 식량자급과 농촌근대화를 목적으로 설립된 농업진흥공사가 운영되는 동안 농어촌구조개선사업의 필요성이 발생하고, 농가영농규모 적정화사업, 농어촌 생활환경개선사업 등을 추가함에 따라 1990년 7월 2일 농어촌진흥공사로 개편되었다. 종전 농업진흥공사의 농업위주 사업 영역이 농어촌진흥공사에서는 농촌을 대상으로 함으로써 그 사업영역이 확대되었다. 1999년 12월 31일 설립된 농업기반공사로 흡수되었다.